# Celeste Rinaldi
Celeste Rinaldi (* 7. November 1902 in Turin als Ambrogio Celeste Rinaldi; † 5. März 1977) war ein italienischer Ägyptologe, Bauingenieur und Architekt.

## Leben
Celeste Rinaldi wurde 1902 in Turin geboren. 1926 schloss er sein Studium als Bauingenieur ab. Dank einer erfolgreichen Karriere als Architekt konnte er sich auch Forschungen in seinem Interessensgebiet, der altägyptischen Architektur, finanzieren. 1946 lernte er Vito Maragioglio kennen, mit dem er seitdem seine wichtigsten Forschungen durchführte. Die beiden leiteten ein Projekt zur Dokumentation der Architektur der Pyramiden im memphitischen Raum. Ihre Bücher sind noch heute Standardwerke zur Architektur der Pyramiden. Außerdem beteiligte sich Rinaldi von 1961 bis 1965 im Auftrag des Museo Egizio in Turin an der Rettungskampagne der nubischen Denkmäler, die durch das ansteigende Wasser durch den Bau des Assuan-Staudamms bedroht waren. Er starb im März 1977.

## Veröffentlichungen (Auswahl)
- mit Vito Maragioglio: Notizie sulle piramidi di Zedefrâ, Zedkarâ Isesi, Teti. Rom 1962.
- mit Vito Maragioglio: L’Architettura delle Piramidi Menfite. II–VIII, Torino 1963–1977.
- mit Vito Maragioglio: Note sulla piramide di Ameny Aamu. In: Orientalia 37, 1968, S. 325–338.
- mit Vito Maragioglio: Considerazioni sulla città Dd-Snfrw. In: Orientalia 40, 1971, S. 67–74.
- mit Vito Maragioglio: La costruzione della piramide di Cheope. Precisazioni e commenti. Accademia nazionale dei Lincei, Rom 1975.
- mit Vito Maragioglio: Note complementari sulla tomba di Neferu-Ptah. In: Orientalia 42, 1973, S. 357–369.
- mit Silvio Curto, Vito Maragioglio, L. Bangrani: Kalabsha. Rom 1965.
- mit Silvio Curto, G. Geraci, Vito Maragioglio: Dehmit. Rom 1973.
- Le Piramidi. Mailand 1983.
- mit Silvio Curto, Vito Maragioglio: Korosko – Kasr Ibrim. Incisioni Rupestri Nubiane. Mailand 1987.